# 德爾伍德 (紐約州)
德爾伍德（英語：Dellwood）是位於美國紐約州伊利縣的非建制地區。

## 歷史
德爾伍德的郵局於1908年設立，其後於1919年停運。

## 地理
德爾伍德所處的海拔為高於海平面233米（即764英呎），而該地所採用的時區為UTC-5，即北美东部时区（EST）。同時該地設有夏令時間，為UTC-5調快一小時，即UTC-4（EDT）。